# Lophochernes cryptus
Lophochernes cryptus är en spindeldjursart som beskrevs av Chamberlin 1934. Lophochernes cryptus ingår i släktet Lophochernes och familjen tvåögonklokrypare. Inga underarter finns listade i Catalogue of Life.